# Sörmon
Sörmon är ett naturreservat i Karlstads kommun i Värmlands län.
Området är naturskyddat sedan 1985 är 434 hektar stort. Reservatet består av en serie parallella sandryggar bevuxna med skog.